# 小沢雅仁
小沢 雅仁（小澤 雅仁、おざわ まさひと、1965年8月13日 - ）は、日本の政治家、労働運動家。立憲民主党所属の参議院議員（2期）、参議院総務委員長。立憲民主党山梨県連代表。
参議院東日本大震災復興特別委員長を務めた。

## 来歴
山梨県甲府市生まれ。山梨県立甲府西高等学校卒業後、1984年9月に郵政省採用。戸塚郵便局、甲府中央郵便局に勤務。2017年に日本郵政グループ労働組合中央副執行委員長就任。
2019年7月21日に行われた第25回参議院議員通常選挙比例区において144,751票を得て初当選。
2020年11月29日、旧立憲民主党と旧国民民主党などが合流し結党した新「立憲民主党」の山梨県連が発足。小沢が代表に就任した。
2021年10月31日の第49回衆議院議員総選挙で立憲民主党は議席を「109」から「96」に減らし、11月2日、枝野幸男代表は引責辞任を表明。枝野の辞任に伴う代表選挙（11月30日投開票）では逢坂誠二の推薦人に名を連ねた。
2024年5月21日、立憲民主党公認で翌年7月の第27回参議院議員通常選挙に参議院比例区から出馬することが内定した。2025年7月20日の投開票の結果、99,963票を得て再選。
2025年8月1日、参議院総務委員長に就任。

## 選挙歴
| 当落 | 選挙                     | 執行日         | 年齢 | 選挙区       | 政党         | 得票数     | 得票率 | 定数 | 得票順位 /候補者数 | 政党内比例順位 /政党当選者数 |
| ---- | ------------------------ | -------------- | ---- | ------------ | ------------ | ---------- | ------ | ---- | ------------------ | ---------------------------- |
| 当   | 第25回参議院議員通常選挙 | 2019年07月21日 | 53   | 参議院比例区 | 旧立憲民主党 | 14万4751票 | 0.81%  | 50   | 3/22               | 3/8                          |
| 当   | 第27回参議院議員通常選挙 | 2025年07月20日 | 59   | 参議院比例区 | 立憲民主党   | 9万9963票  |        | 50   | 5/22               | 5/7                          |